# Walther P22

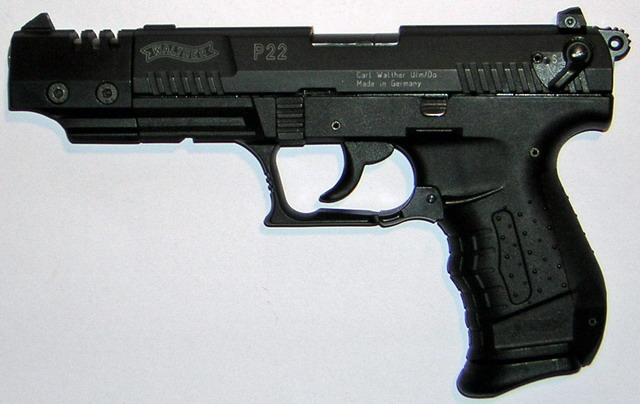
Walther P22 Target

De Walther P22 is een semiautomatisch pistool van het kaliber .22 Long Rifle dat gefabriceerd wordt door Carl Walther GmbH Sportwaffen.
Het is een klein lichtgewicht pistool dat bijna volledig uit kunststof vervaardigd is. De P22 is een van de populairste wapens onder sportschutters.